# Castrum Peregrini
Stichting Herengracht 401 (bis 2019 Castrum Peregrini) ist der Name einer kulturellen Stiftung mit Sitz in der Herengracht 401 in Amsterdam. Die Stiftung war bis 2007 weitgehend der Pflege des Andenkens an Stefan George und Wolfgang Frommel verpflichtet. Aus dieser Zeit verwaltete sie ein reiches historisches Erbe: Gebäude, Archiv, Bibliothek und eine vielschichtige Vergangenheit, die stark von den beiden zentralen Figuren Wolfgang Frommel und Gisèle van Waterschoot van der Gracht geprägt war. Nach der Neuausrichtung der Stiftung, die als Abkehr von der Ära Frommel propagiert wurde, versteht sich die Stichting Herengracht 401 als europäisches Kulturzentrum.

## Geschichte

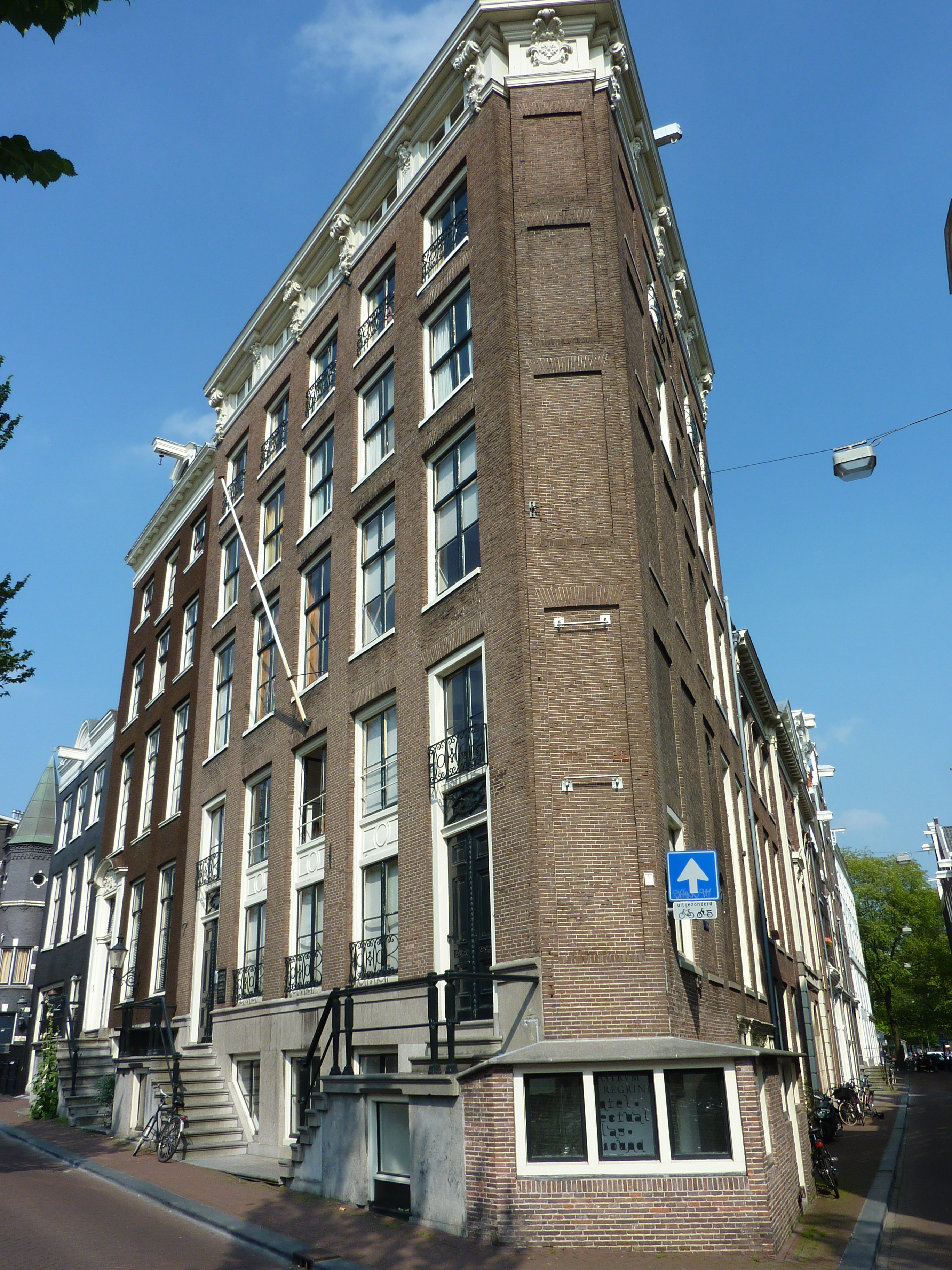
Herengracht 401, Amsterdam

1941 hatte Gisèle van Waterschoot van der Gracht eine Wohnung im Haus Herengracht 401 in Amsterdam bezogen. 1942 stellte sie diese Wohnung Wolfgang Frommel und einer Gruppe deutsch-jüdischer Jugendlicher, die zuvor die Quäkerschule Eerde besucht hatten, als Unterschlupf zur Verfügung. Die Gruppe, die sich in der Tradition des George-Kreises sah und in der Beschäftigung mit dessen (Dicht-)Kunst ein Mittel fand, das Leben im Versteck psychisch unbeschadet zu überleben, blieb während der deutschen Besatzungsjahre unbehelligt, wofür Frommel und Gisèle van Waterschoot 1973 als Gerechte unter den Völkern in Yad Vashem ausgezeichnet wurden.
Die Gruppe der Untergetauchten hatte sich den Namen Castrum Peregrini zugelegt – zu deutsch Pilgerburg. Der Name war in Anlehnung an die nie eroberte Kreuzfahrerburg Château Pèlerin bei Haifa gewählt worden und blieb auch nach dem Ende des Zweiten Weltkriegs als Bezeichnung für den um Frommel gescharten Freundeskreis erhalten. Er wurde 1950 zunächst als Titel einer Zeitschrift und dann als Verlagsname übernommen. Der auf Deutsch publizierende Verlag verstand sich als „Exil-Verlag“ mit Schwerpunkt auf Geistesgeschichte und Poesie in der Tradition von Stefan George. In dem 1985 in zweiter Auflage erschienenen Buch von Claus Victor Bock, Untergetaucht unter Freunden, das die Geschichte des Verstecks in der Herengracht erzählt, heißt es zur Gründungsgeschichte des Verlags im Impressum: „Castrum Peregrini wurde 1950 unter der Patenschaft von Carl August Klein †, Wilhelm Fraenger † und Lothar Helbing begründet von J. E. Zeylmans van Emmichoven. Herausgeber und Schriftleitung M. R. Goldschmidt. Beirat: Claus Victor Bock [London], Karlhans Kluncker [Bonn], C. M. Stibbe [Rom]“. Lothar Helbing war das Pseudonym von Wolfgang Frommel, unter dem er auch schon vor seiner Emigration publiziert hatte; bei dem weiteren Paten, Carl August Klein, handelt es sich um ein frühes Mitglied des George-Kreises (* 1867 in Darmstadt; † 1952), der bereits an der Herausgabe von Georges Zeitschrift Blätter für die Kunst beteiligt war.
Über die Situation der Zeitschrift Mitte der 1950er Jahre schreibt Joke Haverkorn: „Die Zeitschrift Castrum Peregrini war gewachsen und stand, dank finanzieller Zuschüsse aus Bonn, unter anderem von Inter Nationes, auf sicherem Boden. Manuel Goldschmidt hatte sich zu einem tüchtigen und zielstrebigen Herausgeber entwickelt.“ Das Haus in der Herengracht, das etagenweise von Gisèle van Waterschoot erworben worden war, wurde so umgebaut, dass Gisèle, die 1959 Arnold D’Ailly, Jurist und Bankier und von 1946 bis 1956 Bürgermeister von Amsterdam, geheiratet hatte, die oberen zwei Etagen bewohnte, während Frommel und Manuel Goldschmidt in den unteren Stockwerken lebten und arbeiteten.
Auf Frommels Initiative wurde 1957 die Stiftung Castrum Peregrini gegründet. Frommel war laut Haverkorn der Ideen-, aber nicht der Geldgeber, denn er lebte weitgehend von der Gastfreundschaft von Gisèle van Waterschoot. „In den Anfangsjahren unterstützte Chris Dekker die Stiftung finanziell. Aber schließlich waren es Selina Pierson, die 1965 starb, und später Gisèle, die ihr ganzes Hab und Gut einbrachten. Es ist eine Ironie des Schicksals zu nennen, dass ausgerechnet zwei sehr unabhängige Frauen die finanzielle Basis für die Stiftung Castrum Peregrini und für die Bewohner der Herengracht legten. Umso mehr, als in der auserlesenen Schar der Pilger, in Anlehnung an das ‚meisterliche‘ Vorbild, Frauen eine untergeordnete und eigentlich keine teilnehmende Rolle zugedacht war.“
Die Zeitschrift Castrvm Peregrini erschien von 1951 bis 2007 mit fünf Ausgaben pro Jahr und in nummerierter Auflage im eigenen Verlag. Immer in Bezug zu Stefan George und seinem Umfeld wurden neben geistesgeschichtlichen Abhandlungen auch größere Quellensammlungen herausgebracht, etwa Ausgaben der Briefe von Friedrich Gundolf, Friedrich Wolters oder anderen George-Kreis-Angehörigen. 2007 erfolgte innerhalb der Stiftung ein Einschnitt: „Die aktuelle Generation [gemeint ist die damalige Leitung der Stiftung] hat 2007/2008 Magazin und Verlag eingestellt und sich von der George-inspirierten Gemeinschaft um Wolfgang Frommel distanziert.“ In der Folge erscheint seit 2008 beim Wallstein Verlag in Göttingen als Nachfolgeprojekt eine von den Wissenschaftlern Wolfgang Braungart, Ute Oelmann (als Vertreterin der Stiftung Castrum Peregrini) und Ernst Osterkamp herausgegebene Schriftenreihe unter dem Titel Castrum Peregrini. Neue Folge.
Seit 2020 existiert in Wien der Castrum Verlag, welcher zwar nicht in direkter Nachfolge zu der Zeitschrift steht, sich aber namentlich und ästhetisch auf das Erbe von Castrum Peregrini und Stefan Georges bezieht.

## Positionierung seit 2007 und Kritik
Die neue Leitung des Castrum Peregrini grenzte sich seit 2007 vom George- und Frommel-Kult der früheren Jahre ab. 2018 besuchte die Literaturkritikerin Julia Encke die Einrichtung. Im Gespräch mit ihr „distanzieren sich (während hinter ihnen George-Büsten auf der Fensterbank stehen) die drei ‚Castrum‘-Mitarbeiter entschieden vom George-Kult Frommels: ‚Wir sind eine jüngere Generation, die das nicht mitgemacht hat‘, behaupten sie. ‚Der ›pädagogische Eros‹ spielt seit 15 Jahren keine Rolle mehr im ›Castrum‹, wir lesen nicht mehr George, und das war eine bewusste Entscheidung. Uns kam der ganze Freundschaftskult anachronistisch vor. Wir haben die Bibliothek verkauft, was Teil eines ›rite de passage‹ war, mit dem wir zu einer heutigen Relevanz finden wollten.‘“ Encke kritisierte, dass ein Teil der Wohnung so sei wie zuvor, „darunter das Frommel-Zimmer mit den Sitzmöbeln vor dem Fenster zur Gracht, wo George gelesen wurde, mit den Bücherregalen und den Devotionalien (vertrocknete Efeukränze, Fotos, Statuen), die anzusehen einem eher Unbehagen bereitet.“
Die Einrichtung umfasst drei Bereiche:
- Memory Machine ist ein öffentliches Programm über die Beziehungen zwischen kulturellem oder kollektivem Gedächtnis und individueller Identität, die Vorträge, Ausstellungen, Performances, Workshops, Debatten und Publikationen ausrichtet.
- Intellectual Playground konzentriert sich auf die Entwicklung von Ideen durch (künstlerische) Forschung und Begegnungen, Think-Tank-Treffen, Residenz-Programme und Kooperationsprojekte.[9]
- Das Haus von Gisèle bietet Führungen und Bildungsveranstaltungen zur Künstlerin Gisèle van Waterschoot van der Gracht (1912–2013) an.[10][11]

An der Person von Michael Defuster, laut Homepage der Stiftung eines der drei Direktoriumsmitglieder und dessen „executive manager“, entzündete sich in der Zeitschrift Vrij Nederland eine Debatte. Frank Ligtvoet und Christiane Kuby bezeugten der Zeitung gegenüber, dass Defuster noch enges Mitglied des Frommel-Kreises gewesen sei; das Direktorium bestreitet dies. Defuster selbst sei zu keiner direkten Aussage bereit gewesen.

## Umgang mit Päderastie-Vorwürfen gegen den Gründer Wolfgang Frommel
Die sexuellen Vorlieben im Umfeld von Wolfgang Frommel und dem Castrum Peregrini wurden 2012 in einer Masterarbeit von Anaïs Van Ertvelde diskutiert. 2013 erschien dann Joke Haverkorns Buch Entfernte Erinnerungen an W., das nicht nur Frommels sexuelle Vorlieben thematisierte, sondern deutlich von sexuellem Missbrauch berichtete. Diese Vorwürfe wurden 2017 erneuert, als sich Frank Ligtvoet, ein ehemaliger enger Angehöriger des Kreises um Frommel, als Opfer derartiger Vorfälle outete. Seine leidvollen Erfahrungsberichte wurden bestärkt durch die Recherchen der beiden Journalisten Botje und Donkers, die im Februar 2018 weitere Opferberichte präsentieren konnten.
In einer ersten Stellungnahme der Leitung des CP, deren Abdruck die Redaktion des Vrij Nederland, der Zeitung, in der die Artikel von Ligtvoet, Botje und Donkers erschienen waren, aus nachvollziehbaren Gründen ablehnte, wurde vor allem versucht, die Vorfälle auf andere Institutionen (die Schulen in Eerde und Beverweerd) abzuwälzen oder sie einer früheren Epoche zuzuweisen, mit der das heutige CP nichts mehr zu tun habe. Das deutet sich auch auf der aktuellen Homepage der Stiftung an: „In mehr als 70 Jahren hat Castrum Peregrini viele Formen angenommen und verschiedene Werte und Geschichten vertreten: ein Versteck und Unterschlupf während des Zweiten Weltkriegs, die Heimat der Malerin Gisèle, eine Zeitschrift und ein Verlag, eine Kulturstiftung und eine Gemeinschaft, die sich um den von dem deutschen Dichter Stefan George inspirierten und von Wolfgang Frommel geleiteten Freundschaftskult organisierte. Die Geschichte des Versteckens und damit die Person von Gisèle van Waterschoot van der Gracht ist nur ein Teil einer komplexen Geschichte, aber einer, der das heutige Castrum Peregrini am meisten inspiriert und motiviert.
2007/2008 hat die aktuelle Generation das Magazin und den Verlag aufgelöst und sich selbst von der von George inspirierten Gemeinschaft um Wolfgang Frommel distanziert.“
Der Freundeskreis Wolfgang Frommels hat sich wegen der kritischen Haltung des heutigen Castrum Peregrini in der Wolf van Cassel Stichting organisiert, die auch seinen geistigen und materiellen Nachlass verwaltet. Neue Einsichten zur Rolle von Gisèle van Waterschoot bietet die historisch-kritische Biographie von Annet Mooij.
Gleichwohl hat die Stiftung nach den jüngsten Missbrauchsvorwürfen zwei Maßnahmen zum Umgang mit ihrer Geschichte angekündigt: Sie wolle eine kritische Geschichte des CP schreiben lassen, die alle Aspekte seiner kulturellen Bedeutung abdeckt, auch wenn sie mit Missbrauch zusammenhängen sollten. Dazu wurde eine unabhängige Forschungsgruppe unter der Leitung der Professorin Rosemarie Buikema von der Universität Utrecht eingerichtet. Für Menschen, die unter traumatischen Erinnerungen leiden, wurde eine unabhängige Vertrauensperson als Ansprechpartner berufen.
2019 nannte sich die Stiftung in Stichting Herengracht 401 um, um mit „der schwierigen Vergangenheit zu brechen“.

## Personen im Umfeld des Castrum Peregrini
Ein Großteil der Personen aus der Gründungszeit und der Zeit nach dem Zweiten Weltkrieg rekrutierte sich aus ehemaligen Schülern der Quäkerschule Eerde und deren Nachfolgeeinrichtungen:
- Wolfgang Frommel
- Claus Victor Bock
- Robert Boehringer
- Wilhelm Fraenger
- Ernst Morwitz
- Conrad M. Stibbe
- Friedrich W. Buri
- Wolfgang Cordan
- Hans Keilson und Marita Keilson-Lauritz
- William Hilsley
- Christiane Kuby